# Gare de Magenta
Gare de Magenta vasútállomás és RER állomás Franciaország fővárosában, Párizsban. Az E RER-vonala érinti az állomást.

## Vasútvonalak
Az állomást az alábbi vasútvonalak érintik:

## Kapcsolódó állomások
A vasútállomáshoz az alábbi állomások vannak a legközelebb:
- Gare de Haussmann – Saint-Lazare (Nanterre – La Folie, RER E)
- Gare Rosa-Parks (Gare de Tournan, Gare de Chelles - Gournay, RER E)

## Képek

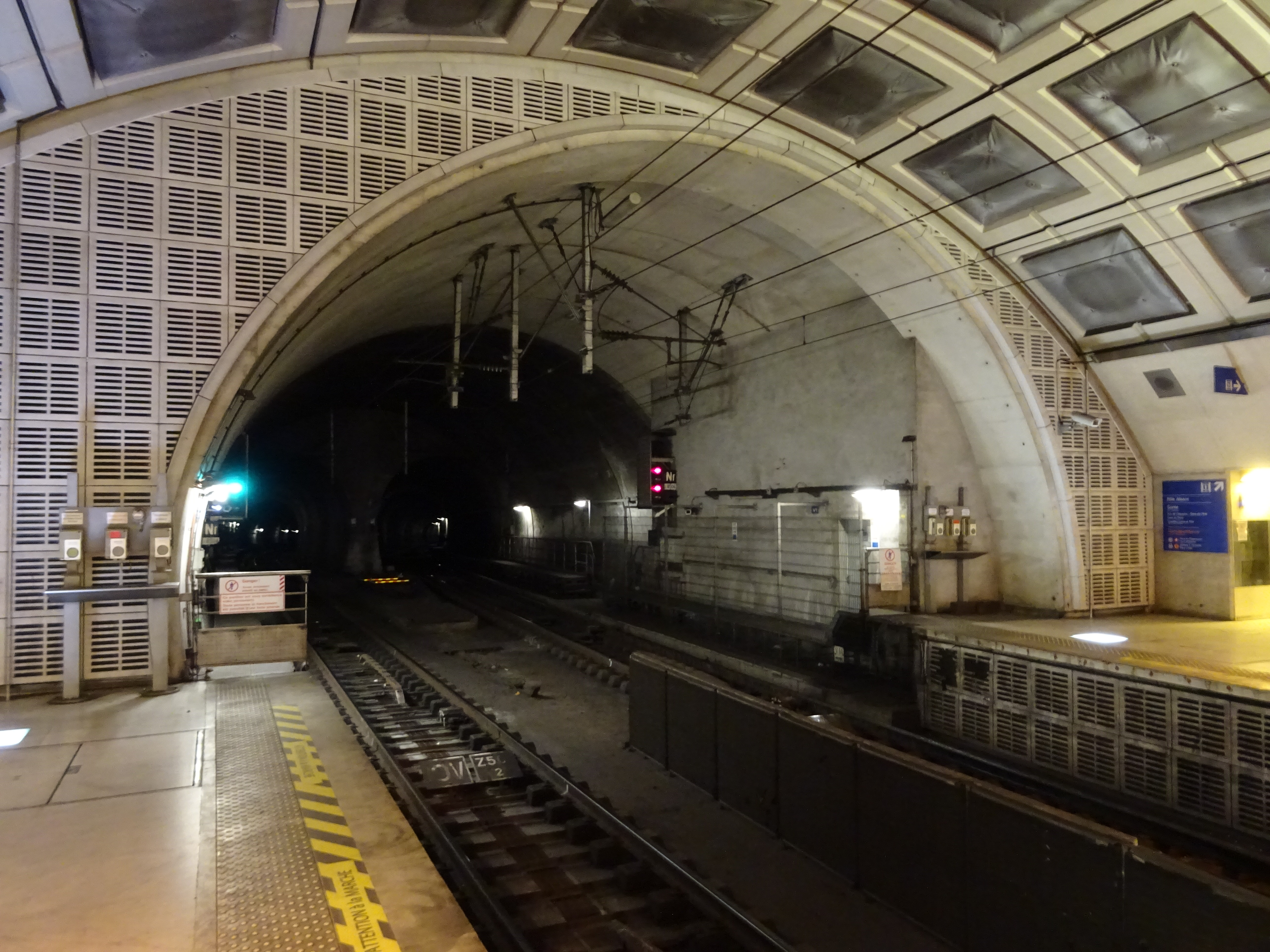
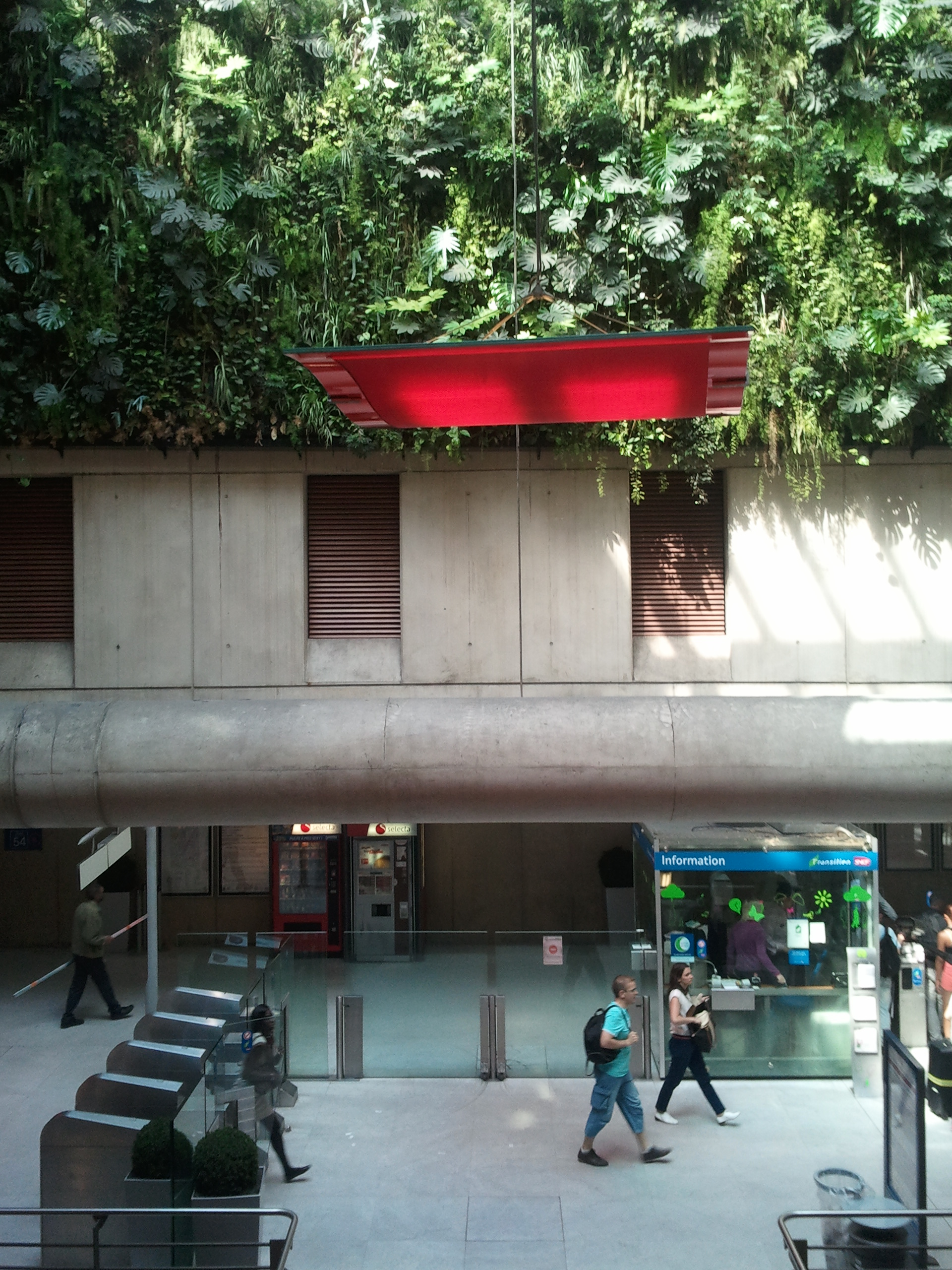
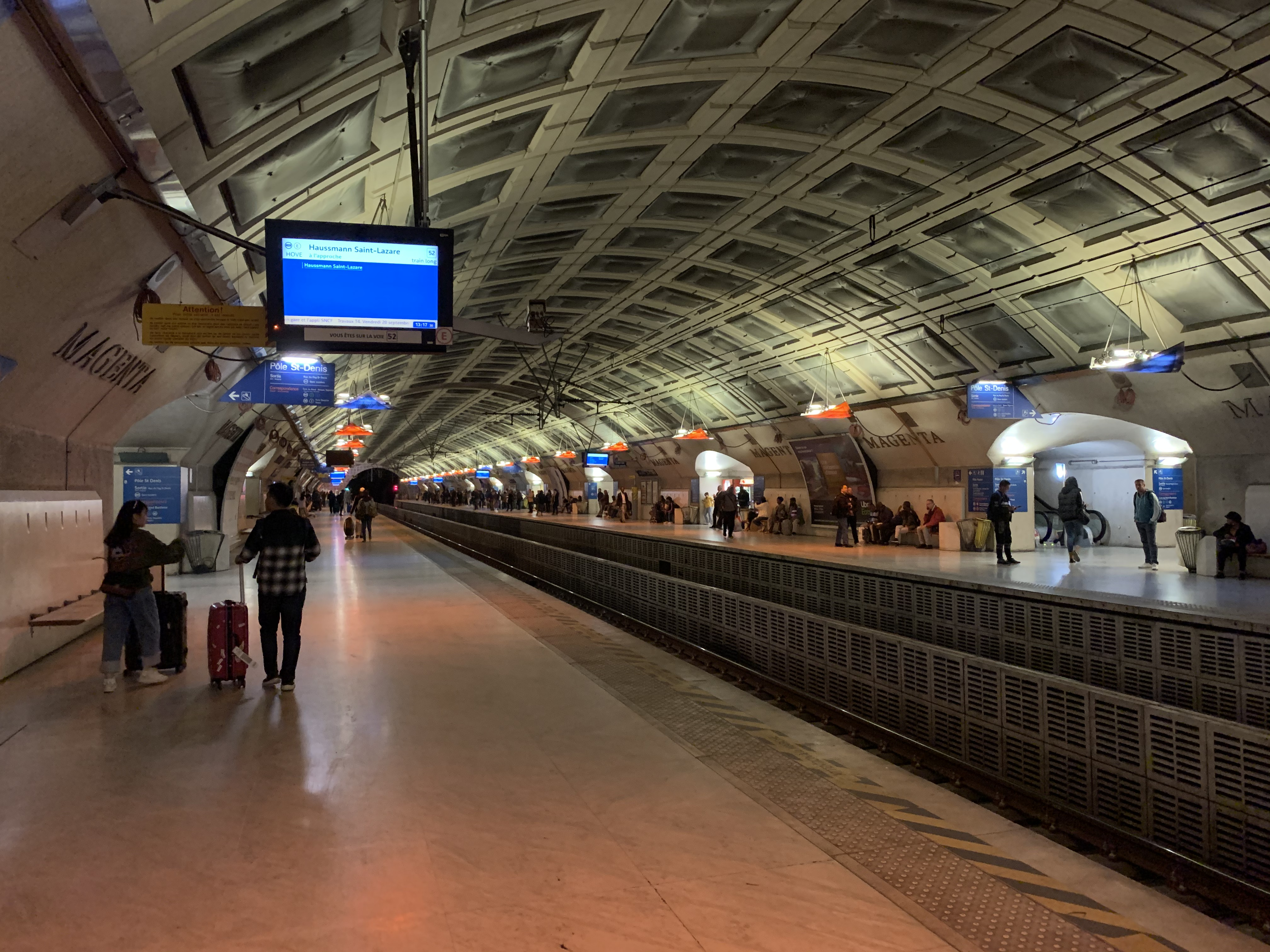
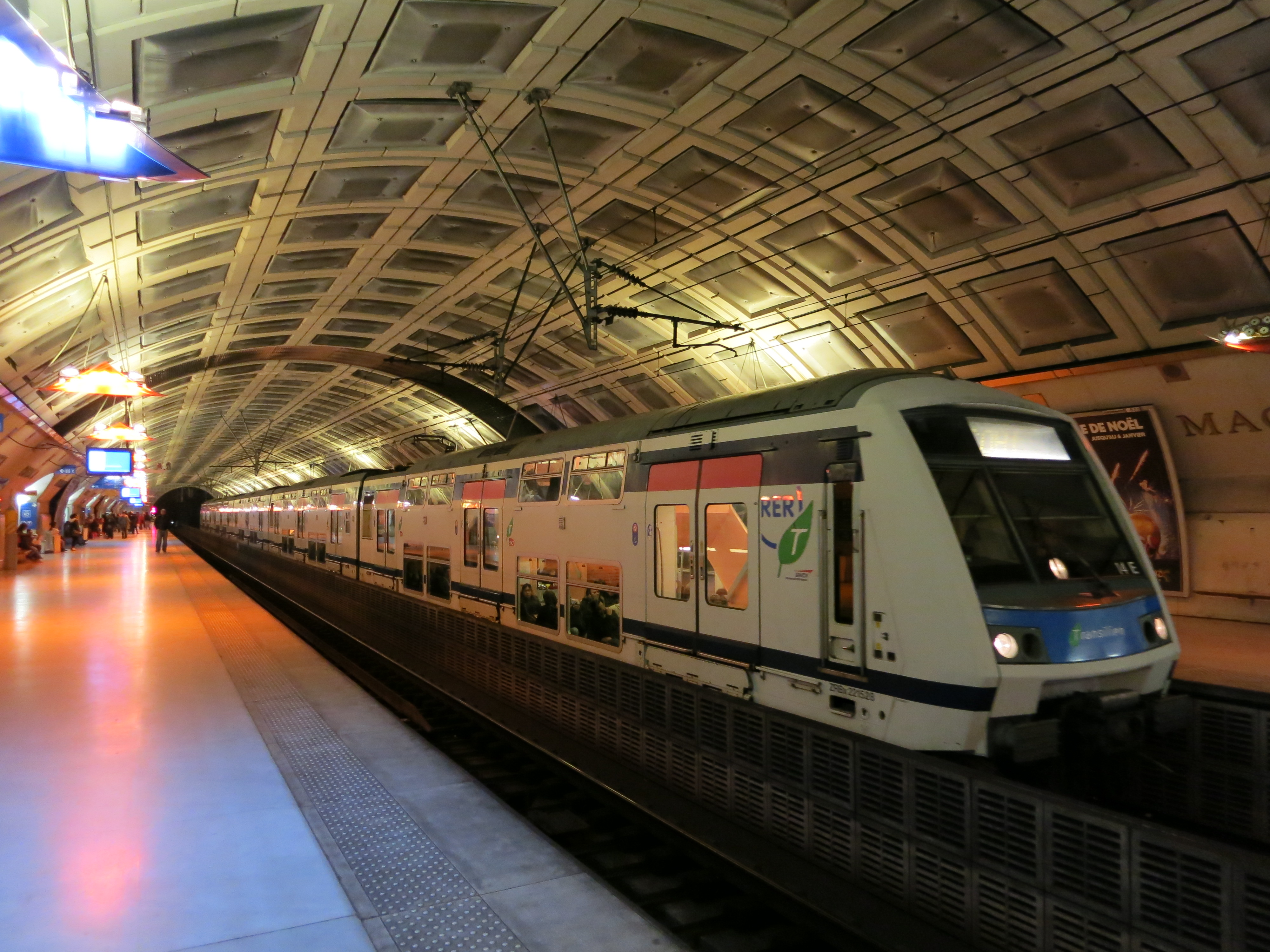

## Lásd még
- Franciaország vasútállomásainak listája
- A párizsi RER állomásainak listája